# Puerto de Busan
El puerto de Busan (en hangul, 부산항; en hanja, 釜山港; romanización revisada, Busanhang; McCune-Reischauer, Pusanhang), es un puerto comercial, se encuentra en la ciudad de Busan, al sureste de Corea del Sur. Es el puerto más grande de la península de Corea y del país asiático de Corea del Sur. Fue abierto oficialmente en 1876.
El puerto de Busan también tiene 6 puertos hermanos (enumerados en orden cronológico). El puerto de Southampton, Reino Unido (1978), el puerto de Seattle, Estados Unidos (1981), el puerto de Osaka, Japón (1985), el puerto de Róterdam, Países Bajos (1985), puerto de Nueva York y Nueva Jersey, EE. UU. (1988), puerto de Shanghái, China (1994).
Busan es el quinto puerto más ocupado del mundo, con el transporte marítimo entre los aspectos más destacados de la economía local. Desde 1978, Busan ha abierto tres puertos de contenedores incluyendo Jaseungdae, Shinsundae y Gamman. Busan tiene uno de los puertos más grandes del mundo y puede manejar hasta 13,2 millones de contenedores de transporte TEU por año.